# Charlie Davies
Charlie Davies, właśc. Charles Desmond Davies (ur. 25 czerwca 1986 w Manchesterze) – amerykański piłkarz pochodzenia gambijskiego grający na pozycji napastnika.

## Kariera klubowa
W 2004 roku Davies ukończył Brooks School w North Andover w Massachusetts i w szkole tej rozpoczął przygodę z piłką nożną. Następnie trafił na Boston College i grał w tamtejszym uniwersyteckim zespole Eagles przez trzy lata. W swoim drugim sezonie opuścił połowę meczów z powodu kontuzji kolana. Podczas pobytu w college’u był także zawodnikiem Westchester Flames, grającego w PDL. Rozegrał dla niego 9 meczów, w których zdobył 6 goli. W 2007 roku podpisał kontrakt z Generation Adidas, jednak ostatecznie nie był wybrany w drafcie do rozgrywek MLS.
Zamiast gry w MLS Davies wyjechał do Szwecji i podpisał profesjonalny kontrakt z zespołem Hammarby IF. 14 kwietnia 2007 zadebiutował w pierwszej lidze szwedzkiej w wygranym 3:0 domowym spotkaniu z Trelleborgs FF. Latem 2007 wystąpił z Hammarby w Pucharze Intertoto. 28 października 2007 zdobył swoje pierwsze trzy gole w lidze szwedzkiej w wygranym 4:0 domowym spotkaniu z GAIS. W sezonie 2008 Davies zdobył 14 goli w lidze i był najlepszym strzelcem zespołu Hammarby.
W lipcu 2009 Davies odszedł do francuskiego FC Sochaux-Montbéliard. W Ligue 1 zadebiutował 8 sierpnia 2009 w wygranym 1:0 meczu z AJ Auxerre. W 13 października 2009 został poważnie ranny wypadku samochodowym, w wyniku czego był wykluczony z gry przez 6 miesięcy. Do treningów wrócił 26 kwietnia 2010. W sezonie 2009/2010 nie rozegrał już jednak żadnego spotkania. W następnym sezonie występował jedynie w rezerwach Sochaux, grających w CFA.
W lutym 2011 został wypożyczony do D.C. United z MLS. W lidze tej pierwszy mecz rozegrał 20 marca 2011 przeciwko Columbus Crew (3:1) i zdobył wówczas 2 bramki. W D.C. United grał do końca sezonu 2011. Następnie wrócił do Sochaux, w którego barwach do końca sezonu 2011/2012 wystąpił w 2 meczach.
W lipcu 2012 podpisał 2-letni kontrakt z duńskim zespołem Randers FC, grającym w Superligaen. W sezonie 2012/2013 zagrał tam w 23 ligowych pojedynkach, z czego tylko w jednym w pełnym wymiarze czasu. W 2013 roku został wypożyczony do New England Revolution (MLS), a w 2014 roku podpisał z nim kontrakt. W trakcie sezonu 2016 odszedł do innej drużyny MLS – Philadelphia Union. W 2017 roku rozegrał jeden mecz w zespole Bethlehem Steel FC, pełniącym funkcję rezerw Union.
2 marca 2018 Davies ogłosił zakończenie kariery.
| Sezon   | Klub                   | Kraj              | Rozgrywki   | Mecze | Bramki | Rozgrywki Europy | Mecze | Bramki |
| ------- | ---------------------- | ----------------- | ----------- | ----- | ------ | ---------------- | ----- | ------ |
| 2006    | Westchester Flames     | Stany Zjednoczone | PDL         | 9     | 6      | –                | –     | –      |
| 2007    | Hammarby IF            | Szwecja           | Allsvenskan | 20    | 3      | –                | –     | –      |
| 2008    | Hammarby IF            | Szwecja           | Allsvenskan | 27    | 14     | –                | –     | –      |
| 2009    | Hammarby IF            | Szwecja           | Allsvenskan | 9     | 4      | –                | –     | –      |
| 2009/10 | FC Sochaux-Montbéliard | Francja           | Ligue 1     | 8     | 2      | –                | –     | –      |
| 2010/11 | FC Sochaux-Montbéliard | Francja           | Ligue 1     | 0     | 0      | –                | –     | –      |
| 2011    | D.C. United            | Stany Zjednoczone | MLS         | 26    | 11     | –                | –     | –      |
| 2011/12 | FC Sochaux-Montbéliard | Francja           | Ligue 1     | 2     | 0      | Liga Europy UEFA | 0     | 0      |
| 2012/13 | Randers FC             | Dania             | Superligaen | 23    | 0      | Liga Europy UEFA | 0     | 0      |
| 2013    | New England Revolution | Stany Zjednoczone | MLS         | 4     | 0      | –                | –     | –      |
| 2014    | New England Revolution | Stany Zjednoczone | MLS         | 23    | 7      | –                | –     | –      |
| 2015    | New England Revolution | Stany Zjednoczone | MLS         | 34    | 10     | –                | –     | –      |
| 2016    | New England Revolution | Stany Zjednoczone | MLS         | 9     | 1      | –                | –     | –      |
| 2016    | Philadelphia Union     | Stany Zjednoczone | MLS         | 9     | 0      | –                | –     | –      |
| 2017    | Philadelphia Union     | Stany Zjednoczone | MLS         | 3     | 0      | –                | –     | –      |
| 2017    | Bethlehem Steel FC     | Stany Zjednoczone | USL         | 1     | 1      | –                | –     | –      |

## Kariera reprezentacyjna
W latach 2004–2005 Davies wystąpił w 10 meczach reprezentacji Stanów Zjednoczonych U-20. W 2008 roku selekcjoner kadry U-23 Piotr Nowak powołał go na Igrzyska Olimpijskie w Pekinie. Tam Davies zagrał w jednym meczu, z Nigerią (1:2).
W pierwszej reprezentacji Stanów Zjednoczonych Davies zadebiutował 2 czerwca 2007 roku w wygranym 4:1 towarzyskim meczu z Chinami. W tym samym roku był w kadrze USA na Copa América 2007. 15 października 2008 roku strzelił gola w meczu z Trynidadem i Tobago (1:2), rozegranym w ramach eliminacji do Mistrzostw Świata w RPA. W 2009 roku został powołany przez selekcjonera Boba Bradleya do kadry na Puchar Konfederacji.

## Wypadek samochodowy
W nocy 13 października 2009 na autostradzie George Washington Parkway w Północnej Virginii samochód prowadzony przez jego dziewczynę uderzył w metalową barierę. Kobieta zginęła na miejscu, pasażer samochodu – Davies – w tragicznym stanie trafił helikopterem do szpitala. Kadrowicz z Ameryki wylądował na operacyjnym stole z mocno uszkodzoną twarzą, złamaną prawą nogą (dokładnie kość piszczelowa i udowa) oraz złamanym lewym łokciem. Operacja trwała ponad pięć godzin. Rehabilitacja potrwa od 6 do 12 miesięcy.